# شعر الإبط
شعر الإبط هو الشعر الذي ينمو على الإبط وهو يظهر عند الرجال والنساء بعد البلوغ
ويوجد أكثر من طريقة لإزالة شعر الإبط ومن هذه الطرق الحلاقة بالموس أو ماكينة الحلاقة الكهربائية أو باستخدام مزيل للشعر.

## في الأديان والثقافات
في بعض الأديان والثقافات، يحبذ أن يتم إزالة شعر الإبط بعد كل فترة معينة، مثلا في الثقافة الإسلامية، يقوم كلا من الرجال والنساء بإزالة شعر الإبط كل فترة كنوع من النظافة والصحة. إزالة شعر الإبط هي إحد توصيات النظافة والصحة والتجميل التي أوصى بها الرسول محمد للرجال والنساء على حد سواء، وذلك لأنها جزء من الفطرة، ومنذ ذلك الحين، معظم المسلمون يعتبرون إزالة شعر الإبط متطلب ومحبذ لكل من الرجال والنساء.